# Daniel Garakontié
Daniel Garakontié (také Garacontié, Garakonthié, Garakonké, Harakontie atd., zemřel 1677 nebo 1678) byl náčelník, diplomat a mluvčí irokézského kmene Onondagů. Jednalo se o jednoho z nejvýznamnějších irokézských konvertitů ke křesťanství v 17. století. Spolupracoval s francouzskými jezuity a zároveň udržoval korektní vztahy i s Nizozemci a Angličany v New Yorku.

## Život
Garakontié se narodil zřejmě okolo roku 1610. Pocházel z irokézského kmene Onondagů, kteří byli členy tzv. Irokézské ligy neboli Pět národů. První zmínky o jeho osobě pocházejí z roku 1653, kdy patřil k těm Onondagům, kteří se snažili prosadit mír s Francouzi. V roce 1658 uchránil jezuitské misionáře před útokem ze strany Mohawků. V roce 1661 se podílel na uzavření příměří mezi západními Irokézi (Onondagové, Kajugové, Senekové) a Francouzi. Od té doby všemožně pomáhal mnoha různým Francouzům - ať už jezuitům, obchodníkům, cestovatelům či vojákům při kontaktech se svými soukmenovci. V roce 1667 došlo k uzavření všeobecného míru mezi Francouzi a Irokézi a Garakontié byl jedním z jeho architektů. Ačkoliv s křesťanstvím "koketoval" již mnoho let, křest přijal až roku 1669. Stalo se tak v Quebecu a křtil ho samotný biskup Laval. Obdržel jméno Daniel na počest tehdejšího guvernéra Nové Francie - Daniela de Rémy de Courcelle. Od té doby se stal horlivým stoupencem katolictví a neváhal vést náboženské půtky i s Nizozemci v New Yorku. Jezuité ho začali učit číst a psát. Mezi Irokézi se snažil chovat jako řádný křesťan. Když nabádal své soukmenovce-konvertity, aby byli dobrými věřícími, činil to následujícími slovy: „Nevěnuji pozornost svým snům, nerozvádím se, nemám hříšné myšlenky, nerozčiluji se, nejsem zloděj, neopíjím se, bez ochabnutí se modlím k Bohu dvakrát denně a kdykoli se chystám jíst. Čiňte tak, jak činím já, a všichni se staneme opravdu poctivými křesťany.“ Ve stručnosti tak vlastně shrnul hlavní „neřesti“, jimiž se Irokézové a vlastně prakticky všichni indiáni v očích misionářů vyznačovali. Tradicionalisté ho vnímali jako odpadlíka, podle nich „již není člověkem, neboť se stal Francouzem; černá roucha (jezuité) obrátila jeho mysl a on, jelikož opustil zvyky této země, ji tím zároveň přestal milovat.“ Když on sám během rozhovoru s jezuitou Jeanem de Lamberville chtěl dokázat, jak moc zásadovým katolíkem se stal, uvedl zajímavý příklad: „Co se manželství týče, znáte dobře zlou povahu mé ženy. Kdybych nebyl opravdovým křesťanem, již dávno bych ji poslal pryč a vzal bych si jinou, jak to dělají (jiní) Irokézové.“ I přes určitý odpor ze strany některých irokézských tradicionalistů, požíval Garakontié mezi Irokézi napříč všemi kmeny velké úcty. Patřil mezi přední mluvčí na setkáních jak s Francouzi, tak i s Nizozemci, Angličany a s ostatními indiány. Ačkoliv měl silné vazby na Francouze a snažil se je všemožně chránit (několik desítek jich zachránil před umučením ze strany svých soukmenovců), hájil především zájmy svého etnika. Například ho velmi rozčiloval prodej alkoholu Irokézům, který měl rozkladný efekt na jejich společnost. V zimě 1677/1678 Garakontié onemocněl a brzy poté zemřel. Pohřeb, který zaopatřoval jezuita Jean de Lamberville, měl křesťanskou formu. Přesné datum jeho smrti není známo. Jméno Garakontié se v pramenech objevuje i později, což některé autory poněkud mátlo. Jedná se však o bratra zesnulého, jenž převzal jeho jméno. Někdy je označován jako Garakontié II.